# Ted Schwinden
Theodore „Ted“ Schwinden (* 31. August 1925 in Wolf Point, Montana; † 7. Oktober 2023 in Phoenix, Arizona) war ein US-amerikanischer Politiker. Er war zwischen 1981 und 1989 der 19. Gouverneur des Bundesstaates Montana.

## Frühe Jahre und politischer Aufstieg
Ted Schwinden besuchte die örtlichen Schulen seiner Heimat. Nachdem er die Wolf Point High School beendet hatte, trat er 1943 in die US Army ein. Bis 1946 verblieb er im militärischen Dienst. Nach seiner Rückkehr in das zivile Leben setzte er an der Montana School of Mines seine Ausbildung fort. An der University of Montana in Missoula studierte er bis 1950 Geschichte und Politische Wissenschaften. Seit 1954 betrieb er eine Farm im Roosevelt County.
Schwinden war Mitglied der Demokratischen Partei. Im Jahr 1958 wurde er in das Repräsentantenhaus von Montana gewählt. Dort verblieb er für zwei Legislaturperioden. 1965 wurde er Präsident der Getreidefarmervereinigung von Montana (Montana Grain Growers Association). Zwischen 1969 und 1976 fungierte er als Regierungsbeauftragter für die staatlichen Ländereien (Commissioner of state lands). Im Jahr 1976 wurde er zum Vizegouverneur seines Staates gewählt; damit war er Stellvertreter von Gouverneur Thomas Lee Judge. Bei den 1980 anstehenden Gouverneurswahlen gelang es Schwinden, Amtsinhaber Judge in den Vorwahlen zu besiegen und die Nominierung seiner Partei zu erringen. Er setzte sich dann bei der eigentlichen Wahl mit 55,4 Prozent der Stimmen gegen den Republikaner Jack Ramirez durch.

## Gouverneur von Montana
Schwinden trat sein neues Amt am 5. Januar 1981 an. Nach einer Wiederwahl im Jahr 1984 konnte er es bis zum 1. Januar 1989 ausüben. In diesen acht Jahren litt der Staat unter wirtschaftlichen Problemen, die der Gouverneur durch eine geschickte Haushaltspolitik aber unter Kontrolle halten konnte. Ansonsten verlief seine Amtszeit ohne besondere Vorkommnisse. Nach dem Ende seiner Amtszeit ist Schwinden politisch nicht mehr in Erscheinung getreten. Stattdessen lehrte er Politik am Carroll College und der University of Montana. Nachdem er sich in den Ruhestand zurückgezogen hatte, verbrachte er seine Zeit abwechselnd in Helena und in Phoenix, Arizona. Seine Frau Jean Christianson, mit der er drei Kinder hat, ist am 24. März 2007 verstorben.